# سرو کولورادوس
سرو کولورادوس (به اسپانیایی: Cerro Colorados) یک کوه در شیلی است. سرو کولورادوس ۶٬۰۸۰ متر بالاتر از سطح دریا واقع شده‌است.